# Reo (mitologia)
Reo (in greco antico: Ῥοιώ?, Rhoiṑ) è un personaggio della mitologia greca.

## Genealogia
Figlia di Crisotemi e Stafilo, divenne una delle amanti di Apollo ed ebbe da lui il figlio Anio.

## Mitologia
Reo, senza dire nulla a suo padre si lasciò amare in segreto dal divino Apollo ed una volta rimasta incinta non passò molto tempo prima che suo padre scoprisse il misfatto e andasse su tutte le furie. 

Stafilo quindi, la prese e la chiuse in un baule che gettò tra le onde, ma il mare ebbe pietà della ragazza e la fece naufragare sulle spiagge di Delo.

Chiamò suo figlio Anio e lo posò sull'altare di Apollo per poi pregarlo di salvargli la vita se fosse stato suo figlio. Così Apollo pensò alla sua educazione, lo istruì in divinazione e gli conferì i grandi onori.
Reo alla fine sposò Zarex (figlio di Caristo e nipote di Chirone), che accettò il bambino come suo anche se aveva altri due figli con lui.
Tzetzes scrive anche che Reo sia la madre di Giasone avuto da Esone.
Durante la visita di Lirco (figlio di Foroneo) presso la casa del padre Reo si innamora di lui, proprio come sua sorella Emitea che diventa la sua rivale e che finisce per avere un figlio da lui.

### Significati di interpretazione
Reo rappresenta la dea della fertilità nella sua piccola nave a forma di quarto di luna, la donna appare in seguito con le sue figlie, le vignaioile, facendo pensare che fosse una delle tante rappresentazioni di Demetra.
Vestigia di simile culto ancora oggi si trovano nel kernos a tre coppe, un contenitore di utilizzo frequente da parte di preti ortodossi greci per offrire olio, grano e vino in chiesa.